# Rafik al-Hariri
Rafik Baha ad-Din al-Hariri (arab. رفيق بهاء الدين الحريري, transk. Rafīq Bahā’ ad-Dīn al-Ħarīrī, ur. 1 listopada 1944 w Sydonie, zm. 14 lutego 2005 w Bejrucie) – polityk libański, multimilioner, przedsiębiorca budowlany, były premier Libanu.

## Życiorys
Studiował ekonomię na Uniwersytecie Amerykańskim w Bejrucie. W latach 70. dorobił się dużego majątku jako przedsiębiorca w Arabii Saudyjskiej – w 1978 otrzymał obywatelstwo Arabii Saudyjskiej i był specjalnym wysłannikiem tego kraju w rodzinnym Libanie. Był uważany za przyjaciela króla Arabii Saudyjskiej – Fahda.
Wielokrotnie brał udział w negocjacjach na temat opanowania napiętej sytuacji wewnętrznej w Libanie, m.in. układach w Ta’if (październik 1989). 22 października 1992 prezydent Elias Hrawi powierzył mu funkcję premiera; al-Hariri powołał gabinet złożony w połowie z chrześcijan, w połowie z muzułmanów, z silnymi wpływami syryjskimi. Sprawował funkcję premiera do 1998. Ponownie kierował rządem w latach 2000-2004.
Finansował studia zagraniczne kilku tysięcy Libańczyków, pracował także nad zniesieniem podziałów społecznych; rozpoczął w Libanie wiele inwestycji.
Pod naciskami syryjskimi zrezygnował z funkcji premiera w październiku 2004 i został zastąpiony przez Umara Karamiego. Pół roku później zginął w zamachu bombowym w Bejrucie 14 lutego 2005 roku.

### Rodzina
Był żonaty z Nazik Hariri i miał z nią pięcioro dzieci: czterech synów – Bahę, Sada, Ajmana i Fahda oraz córkę – Hind. Jego siostra, Bahijja, jest działaczką społeczną i deputowaną Zgromadzenia Narodowego.